# Trigonotis gracilipes
Trigonotis gracilipes är en strävbladig växtart som beskrevs av Ivan Murray Johnston. Trigonotis gracilipes ingår i släktet Trigonotis och familjen strävbladiga växter. Inga underarter finns listade i Catalogue of Life.